# Sibley-Zelt

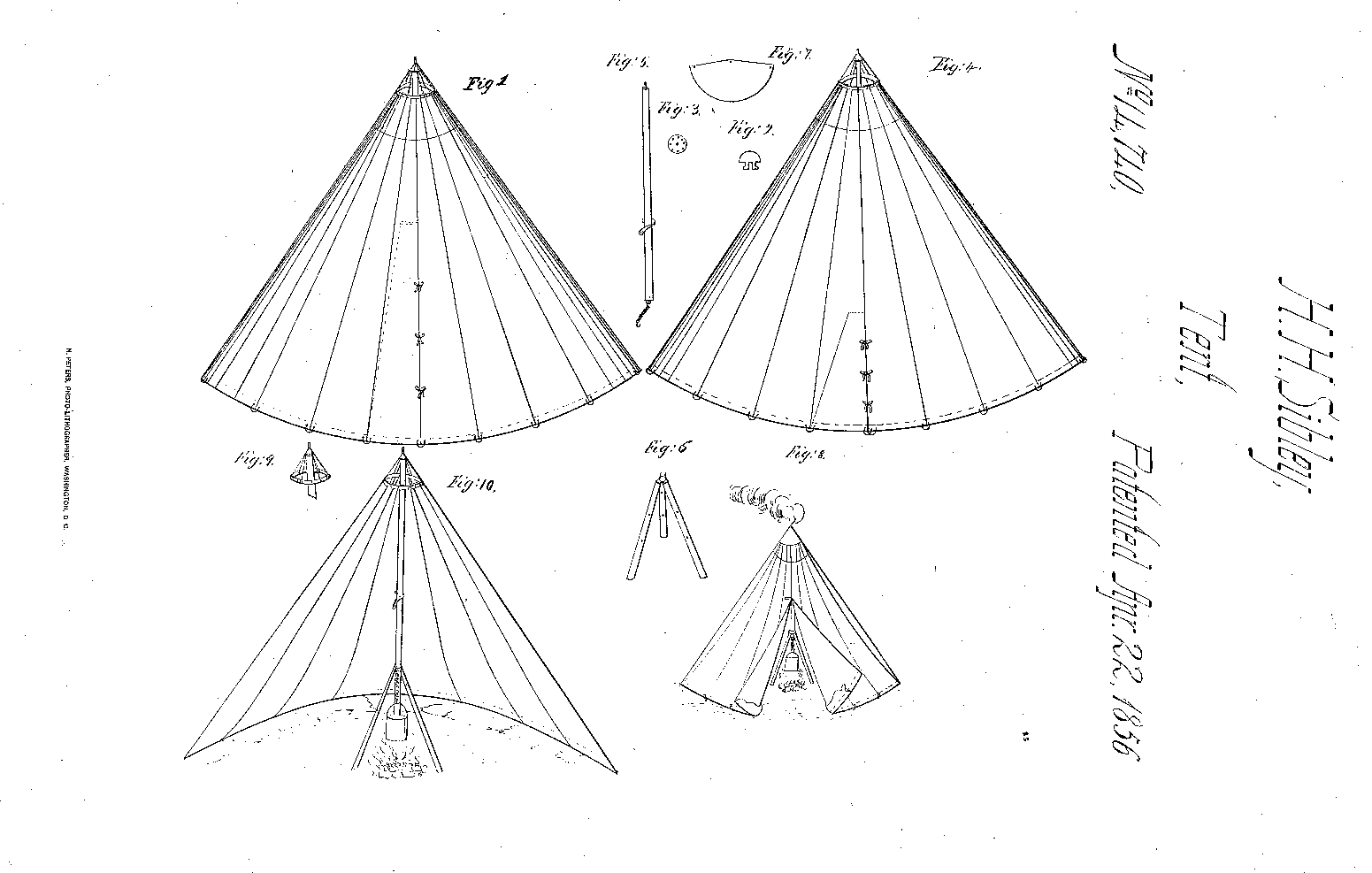
, zeigt Sibleys Patentantrag für sein Zelt.

Das Sibley-Zelt wurde von dem amerikanischen Offizier Henry Hopkins Sibley erfunden, wofür er im Jahre 1856 ein Patent erhielt. Das Zelt hat die Form eines Kegels, ist ca. 4 m hoch und hat einen Durchmesser von etwa 6 m. Es ist für eine Belegung mit 12 Personen vorgesehen.
Das Sibley-Design unterscheidet sich von anderen Pyramidenzelten in einer Reihe von Details. Das Zelt wurde von einer zentralen Stange aufrecht gehalten, die auf einem eisernen Dreibein stand, welches sich zum Transport um die Stange klappen ließ. Dies reduzierte die Länge um die Hälfte und erleichterte Lagerung und Transport. Unter dem Dreibein konnte ein Feuer zum Kochen und Heizen entfacht werden. Das Sibley-Zelt benötigte auch keine Pardunen als äußere Abspannung, da die Zeltwand mit 24 Heringen ausreichend am Boden befestigt war. Ein eingenähter Eisenring bildete an der Spitze eine ca. 30 cm große, runde Öffnung, die bei Schlechtwetter mit einer Segeltuchkappe zu schließen war. Der Ring wurde mit Ketten an die Mittelstange gehängt. Die Verwendung einer Rauchöffnung über der Mittelstange erlaubte eine gute Durchlüftung und Rauchabzug, unabhängig von der Windrichtung.

## Geschichte

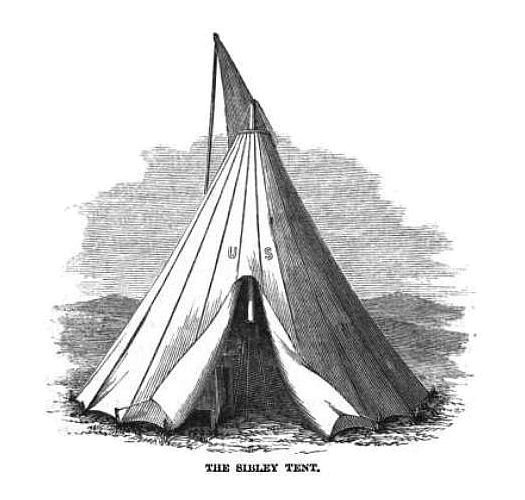
"The Sibley Tent"—The Prairie Traveler (1859).

Das United States Patent and Trademark Office erteilte am 22. April 1856 das Patent Nr. 14,740. Die US-Armee verwendete ausschließlich dieses Zelt während des Utah-Krieges im Winter 1857–58, wobei sich der Entwurf bewährte. Mehrere Veteranen der Plains-Indian-Kriege bemerkten die Ähnlichkeit des Zeltes zu Tipis – das Rauchloch, die Heringe an der Außenseite, die Feuerstelle usw.
Gemäß der Vereinbarung von 1858 mit dem Kriegsministerium, hätte Sibley 5 US-$ für jedes hergestellte Zelt erhalten. Da Sibley aber die US Army verließ, um sich nach Ausbruch des Sezessionskrieges der Confederate States Army anzuschließen, erhielt er keinerlei Tantiemen. Die Unions-Armee produzierte und nutzte beinahe 44.000 Sibley-Zelte während des Krieges.
Nach Sibleys Tod versuchten seine Angehörigen ohne Erfolg, die Tantiemen vom Kriegsministerium einzufordern.

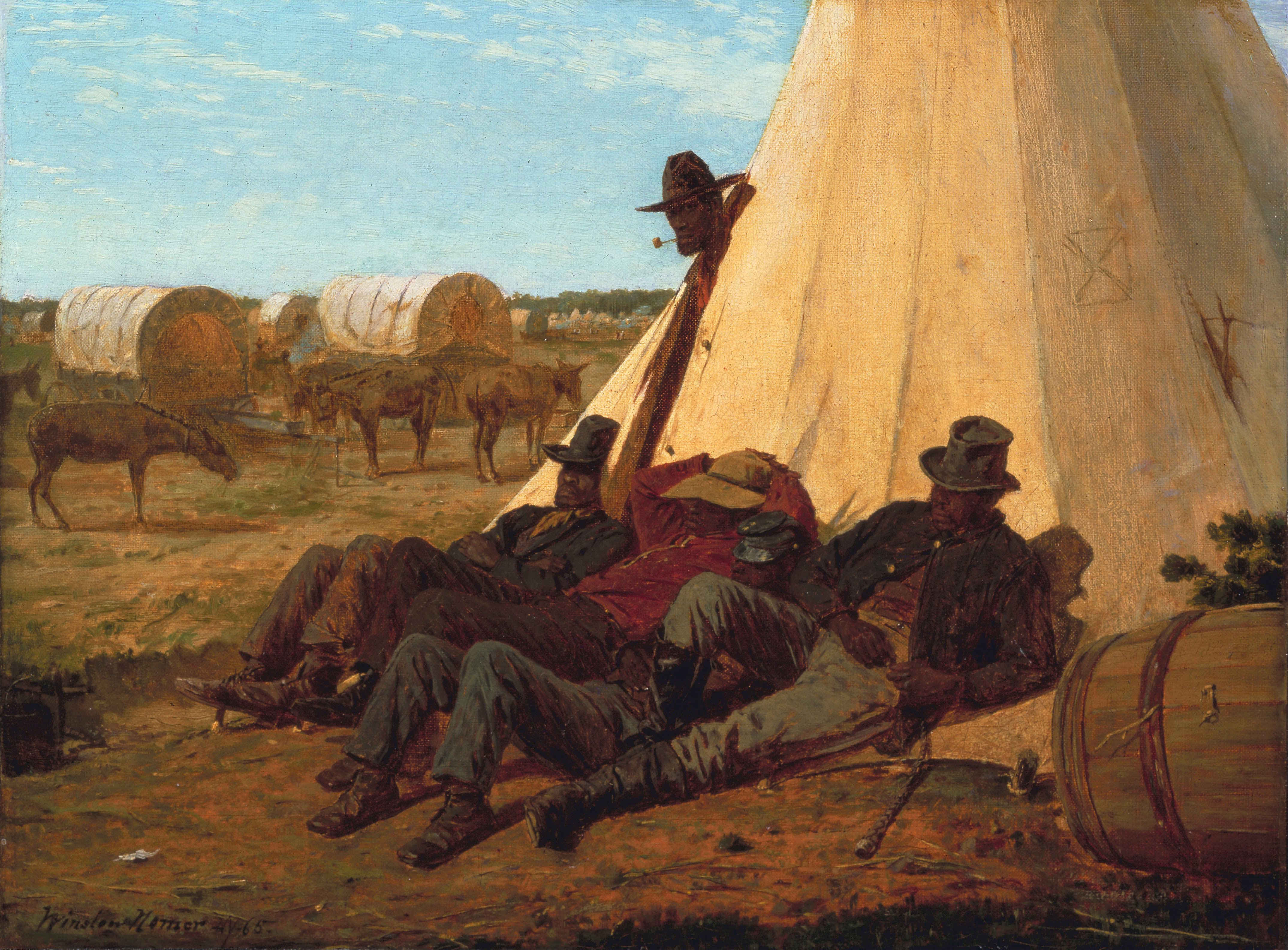
In Front of Yorktown, 1862–1863 by Winslow Homer